# Jég veled!
A Jég veled! (Cool Runnings) egy 1993-as amerikai–kanadai filmvígjáték Jon Turteltaub rendezésében. A film alapja a jamaicai bobcsapat 1988. évi téli olimpiai játékokon való debütálásának igaz története.

## Cselekmény
Derice Bannock 100 méteres futóként az olimpia kvalifikációs versenyre készül. A versenyen Junior Bevil megbotlik és esés közben magával rántja a két mellette futót: Derice-t és Yul Brennert. Derice – akinek apja is kiváló sprinter volt – jól ismeri az atlétikai szövetség elnökét, akinél reklamálni próbál a verseny újrafutásáért, de sikertelenül. Az irodában viszont lát egy fényképet apjáról és egy amerikai sportolóról, Irv Blitzer bobversenyzőről, aki az 1968-as téli olimpián két aranyérmet nyert, majd az 1972-es versenyről csalás miatt kizárták és ezután visszavonult. Jamaicára költözött, ahol fogadásokból él. Kezdetben az volt a terve, hogy jamaicai atlétákat próbál ki bobversenyzőként. Derice először legjobb barátját, a görkocsibajnok Sanka Coffie-t próbálja rávenni, hogy bobversenyzőként induljanak az olimpián.
Megkeresik Blitzert és kitartó rábeszéléssel ráveszik, hogy az edzőjük legyen. A további két helyre toborzást hirdetnek, amin végül Junior Bevil és Yul Brenner – a két korábban pórul járt futó – lesz a társuk, bár Yul még mindig neheztel Juniorra. Mind a négyen megpróbálnak szponzort, pénzt szerezni a felkészülésre és az olimpiai részvételre, de kudarcot vallanak. Végül Junior apja tudta nélkül eladja a sportkocsiját és a pénzt a csapatnak ajánlja fel.
Eljutnak Calgaryba, ahol Irv egy régi csapattársától egy gyakorló bobot vásárol. A kvalifikációs futamot sikeresen teljesítik, bár a szintidőt szigorították. Ezt követően a szövetség váratlanul kizárja őket, aminek hátterében Irv 16 évvel ezelőtti csalása és diszkvalifikálása áll, mivel akkori edzője a szövetség jelenlegi elnöke. Irv személyesen áll ki a csapatért és kéri a szövetséget, hogy ne kövessék el ugyanazt a hibát, mint ő korábban, mikor megfeledkezett a szabályokról. Végül visszavonják a jamaicaiak kizárását. Az első versenynapon a csapat szokatlanul ideges, és a legrosszabb idővel a 28. helyen végeznek. Derice a svájci csapatot tekinti példaképének és mindenben az ő stílusokhoz próbál hasonlítani, de a többieknek ez nem tetszik. Sanka emlékezteti rá, hogy ők jamaicaiak és mindent így is kell csinálniuk, bobozniuk is „jamaicaiul” kell. A második versenynapon meglepően jó versenyzéssel a nyolcadik helyre jönnek fel. Az utolsó versenynapon remek részidőkkel indulnak, de a gyorsuló bob egy csavarja a kormányrésznél nem bírja a terhelést és felborulnak. Az utolsó métereken a vállukon viszik a célba a bobot, a nézők éljenzése mellett.

## Szereplők
| Szereplő          | Színész             | Magyar hang     |
| ----------------- | ------------------- | --------------- |
| Derice Bannock    | Leon Robinson       | Zalán János     |
| Sanka Coffie      | Doug E. Doug        | Bor Zoltán      |
| Junior Bevil      | Rawle D. Lewis      | Fekete Zoltán   |
| Yul Brenner       | Malik Yoba          | Hankó Attila    |
| Irving Blitzer    | John Candy          | Barbinek Péter  |
| Kurt Hemphill     | Raymond J. Barry    | Balázsi Gyula   |
| Josef Grull       | Peter Outerbridge   | F. Nagy Zoltán  |
| Roger             | Paul Coeur          | Wohlmuth István |
| Larry             | Larry Gilman        |                 |
| Whitby Bevil, Sr. | Charles Hyatt       |                 |
| Coolidge          | Winston Stona       | Garai Róbert    |
| Joy Bannock       | Bertina Macauley    | Dudás Eszter    |
| Coffie mama       | Pauline Stone Myrie | Némedi Mari     |
| Winston           | Kristoffer Cooper   |                 |

## Filmzene
A Sony 1993-ban adta ki CD-n a film dalait. Az album 11 dalt tartalmazott (Columbia Chaos OK 57553). Az Európában kiadott változaton (Columbia 474840 2) 12 dal szerepelt. Bónuszként Lock Stock and Barrel előadásában a Rise Above It című dal hallható.
| #   | Cím                        | Előadó(k)             | Hossz |
| --- | -------------------------- | --------------------- | ----- |
| 1.  | Wild Wild Life             | Wailing Souls         | 3:36  |
| 2.  | I Can See Clearly Now      | Jimmy Cliff           | 3:16  |
| 3.  | Stir It Up                 | Diana King            | 3:49  |
| 4.  | Cool Me Down               | Tiger                 | 3:50  |
| 5.  | Picky Picky Head           | Wailing Souls         | 4:10  |
| 6.  | Jamaican Bobsledding Chant | Worl-A-Girl           | 4:16  |
| 7.  | Sweet Jamaica              | Tony Rebel            | 3:51  |
| 8.  | Dolly My Baby              | Super Cat             | 3:32  |
| 9.  | The Love You Want          | Wailing Souls         | 3:59  |
| 10. | Countrylypso               | Hans Zimmer           | 2:48  |
| 11. | The Walk Home              | Hans Zimmer           | 4:37  |
| 12. | Rise Above It              | Lock Stock and Barrel | 3:32  |